# Джонатан (герцог Гаетанський)
Джонатан (†1121) — герцог Гаетанський (1112—1121). Представник нормандської сім'ї Дренго.
Був неповнолітнім, коли отримав у володіння Гаету. Від його імені правив дядько Річард. Помер юним, йому спадкував його дядько.